# Shefali Chowdhury
Pour les articles homonymes, voir Chowdhury.
Shefali Chowdhury, née le 20 juin 1988, est une actrice britannique. 
Elle est surtout connue pour son rôle de Parvati Patil dans les films Saga Harry Potter.

## Biographie
D'origine bangladaise, Shefali grandit dans une famille musulmane de 5 enfants dont elle était la plus jeune, en Angleterre quand ses parents et une partie des Bangladeshis ont migré au Royaume-Uni dans les années 1980.
Son premier rôle fut dans le film Kannathil Muthamittal pendant lequel elle remporta de la notoriété pour pouvoir jouer le rôle de Parvati Patil – tenu dans le film précédent par Sitara Shah – dans le film Harry Potter et la Coupe de feu.
Dans le film, Parvati accompagne Harry Potter au bal organisé à Poudlard, joué par Daniel Radcliffe qui s'est exprimé à son propos : "J'ai eu une scène de danse avec Shefali. Elle était complètement sublime."
Elle est aussi une amie de l'actrice Bonnie Wright.
Shefali décrocha le rôle de Parvati quand elle était en dernière année à Waverley School dans la ville de Birmingham ; ses études coïncident d'ailleurs avec le tournage de Harry Potter et l'Ordre du phénix, dans lequel elle reprendra le rôle de Parvati Patil.

## Filmographie

### Cinéma

#### Longs métrages
- 2002 : Kannathil Muthamittal de Mani Ratnam : une réfugié
- 2005 : Harry Potter et la Coupe de feu de Mike Newell : Parvati Patil
- 2007 : Harry Potter et l'Ordre du phénix de David Yate : Parvati Patil
- 2009 : Harry Potter et le Prince de sang-mêlé de David Yates : Parvati Patil

#### Courts métrages
- 2015 : I Am the Doorway de Matthew J. Rowney : Frieda
- 2015 : Heist : Jane de Alec Jordan : Jane

### Doublage
- 2007 : Harry Potter et l'Ordre du phénix (Jeu-vidéo) : Parvati Patil (voix)